# Liste der Umwelt- und Tourismusminister Namibias
Dies ist eine Liste der Umwelt- und Tourismusminister Namibias (englisch Minister of Environment and Tourism).

## Minister
| Nr.                                                                                              | Foto                                                                  | Name                                                                  | Lebensdaten                                                           | Partei                                                                | Kabinett                                                              | Amtszeit (Beginn)                                                     | Amtszeit (Ende)                                                       |
| Minister für Umwelt und Tourismus Minister of Environment and Tourism                            | Minister für Umwelt und Tourismus Minister of Environment and Tourism | Minister für Umwelt und Tourismus Minister of Environment and Tourism | Minister für Umwelt und Tourismus Minister of Environment and Tourism | Minister für Umwelt und Tourismus Minister of Environment and Tourism | Minister für Umwelt und Tourismus Minister of Environment and Tourism | Minister für Umwelt und Tourismus Minister of Environment and Tourism | Minister für Umwelt und Tourismus Minister of Environment and Tourism |
| ------------------------------------------------------------------------------------------------ | --------------------------------------------------------------------- | --------------------------------------------------------------------- | --------------------------------------------------------------------- | --------------------------------------------------------------------- | --------------------------------------------------------------------- | --------------------------------------------------------------------- | --------------------------------------------------------------------- |
| 01                                                                                               |                                                                       | Niko Bessinger                                                        | 1948–2008                                                             | SWAPO                                                                 | Nujoma I                                                              | 1990                                                                  | 1995                                                                  |
| 02                                                                                               |                                                                       | Gert Hanekom                                                          | 1930–1999                                                             | SWAPO                                                                 | Nujoma II                                                             | 1995                                                                  | 1997                                                                  |
| 03                                                                                               |                                                                       | Philemon Malima                                                       | 1946–                                                                 | SWAPO                                                                 | Nujoma II                                                             | 1997                                                                  | 2000                                                                  |
| 03                                                                                               | Nujoma III                                                            | Philemon Malima                                                       | 1946–                                                                 | SWAPO                                                                 | 2000                                                                  | 2005                                                                  |                                                                       |
| 04                                                                                               |                                                                       | Willem Konjore                                                        | 1945–2021                                                             | SWAPO                                                                 | Pohamba I                                                             | 2005                                                                  | 2008                                                                  |
| 05                                                                                               |                                                                       | Netumbo Nandi-Ndaitwah                                                | 1952–                                                                 | SWAPO                                                                 | Pohamba I                                                             | 2008                                                                  | 2010                                                                  |
| 05                                                                                               | Pohamba II                                                            | Netumbo Nandi-Ndaitwah                                                | 1952–                                                                 | SWAPO                                                                 | 2010                                                                  | 2012                                                                  |                                                                       |
| 06                                                                                               |                                                                       | Uahekua Herunga                                                       | 1969–                                                                 | SWAPO                                                                 | Pohamba II                                                            | 2012                                                                  | 2015                                                                  |
| 07                                                                                               |                                                                       | Pohamba Shifeta                                                       | 1968–                                                                 | SWAPO                                                                 | Geingob I                                                             | 2015                                                                  | 2020                                                                  |
| Minister für Umwelt, Forstwirtschaft und Tourismus Minister of Environment, Forestry and Tourism |                                                                       |                                                                       |                                                                       |                                                                       |                                                                       |                                                                       |                                                                       |
| 0                                                                                                |                                                                       | Pohamba Shifeta                                                       | 1968–                                                                 | SWAPO                                                                 | Geingob II Mbumba                                                     | 2020                                                                  | 2025                                                                  |
| 08                                                                                               |                                                                       | Indileni Daniel                                                       |                                                                       | SWAPO                                                                 | Nandi-Ndaitwah                                                        | 2025                                                                  |                                                                       |